# Saint-André-de-Majencoules
Saint-André-de-Majencoules är en kommun i departementet Gard i regionen Occitanien i södra Frankrike. Kommunen ligger i kantonen Valleraugue som tillhör arrondissementet Le Vigan. År 2022 hade Saint-André-de-Majencoules 600 invånare.

## Befolkningsutveckling
Antalet invånare i kommunen Saint-André-de-Majencoules
Referens:INSEE